# 유럽사회헌장

회원국

유럽사회헌장(European Social Charter)은 1961년 10월 18일 서명되고, 1965년 2월 26일 발효된 헌장이다. 당사국은 14개국으로 유럽의 사회권 성격의 권리를 보장한다. 1950년의 유럽인권보호조약에 이어 유럽 심의회에 의해 작성되어 심의회 가입국간에 채택된 지역적 인권보장조약으로, 전문 및 5부 38개조와 특정 조항의 해석을 위한 부칙으로 구성된다. 또한 추가의정서와 개정의정서가 있는데, 모두 미발효. 유럽인권보호조약이 자유권을 보장하는 것에 대해 본 헌장은 사회권적 성격의 권리를 보장하였다. 이행확보를 위해 유럽 인권재판소를 설립한 유럽인권보호조약과는 달리 본 헌장에서는 보고서의 심사에 의한 이행확보제도만이 설립되었다. 또한 당사국이 보장해야 하는 권리의 내용도 일정의 범위 내에서 각 당사국에 의한 선택이 인정되었다. 시민적·정치적 권리와 달리 경제적·사회적 권리는 국가의 적극적 활동이 뒷받침되어야 온전히 실현될 수 있는 권리라는 점에서 실질적인 권리가 아닌 단지 프로그램적 권리에 불과하다는 인식이 존재했지만, 국제인권법의 전개는 이런 단선적 이해가 더 이상 옳지 않음을 보여주고 있다. 법과 권리는 고정적으로 머물지 않고 진화·발전하는 속성을 갖고 있으며 경제적·사회적 권리도 예외가 될 수 없기 때문이다. 그런 점에서 유럽의 경제적·사회적 권리 장전이라고 할 수 있는 ESC에 대한 올바른 이해는 국제인권법 연구의 매우 중요한 주제가 아닐 수 없다. ESC의 이행감독 메카니즘은 1995년 의정서 채택을 통해 도입된 집단진정절차(collective complaints procedure)의 확립으로 한 단계 도약을 이루었으며 이와 관련된 관행의 발전도 뚜렷하다. 특히 준사법기관으로서의 사회적 권리에 관한 유럽위원회(European Committee of Social Rights, 이하 ECSR)는 ESC의 해석을 담당하며 ESC 체계 발전에 중요한 기여를 하고 있다. 당사국 이행보고서 검토를 통한 의견 발표 및 집단진정사건 심리를 통해 ECSR은 ESC에 대한 해석적 권한을 행사하면서 ESC의 관행 발전에 주도적으로 참여하고 있기 때문이다. 즉 ECSR은 ESC에 대한 해석을 통해 ESC 하에서 규정하는 경제적·사회적 권리의 내용을 심화, 발전시킴으로써 유럽에서의 경제적·사회적 권리에 대한 법리(jurisprudence)의 기반을 공고히 발전시켜 나가고 있다. 물론 현재의 ESC의 이행감독 메카니즘이 완벽한 것은 아니며 정치적 성격이 강한 각료위원회의 개입이 낳는 부정적인 현상이 존재하는 것도 사실이다. 그럼에도 불구하고 ECSR의 해석적 역할이 갖는 중요성을 과소평가할 수는 없다. ECSR은 그 해석적 역할을 수행하는데 있어서 유럽인권협약과 유럽인권재판소의 관행에 크게 영향 받음으로써 유럽인권법을 일관성 있게 발전시켜나가고 있다. 게다가 ECSR은 집단진정사건들을 다루면서 ESC의 의미를 보다 정교하고 명확하게 만들어가고 있다. 이를 통해 ECSR은 ESC가 보호하고 추구하는 주요한 가치들을 명확히 확인하고 그 법리적 기반을 공고히 구축해가고 있다. ESC가 보호하고 추구하는 주요한 가치들을 자율성, 인간 존엄, 평등 그리고 연대로 파악하고 있는 ECSR은 ESC의 해석관행을 주도적으로 만들어가면서 유럽 차원에서의 경제적·사회적 권리 보호에 기여하고 있다.

## 같이 보기
- 유럽 인권 조약
- 유럽 연합 기본권 헌장
- 경제적, 사회적, 문화적 권리
- 국제인권법